# Moiré, Rhône
Moiré är en kommun i departementet Rhône i regionen Auvergne-Rhône-Alpes i östra Frankrike. Kommunen ligger i kantonen Le Bois-d'Oingt som tillhör arrondissementet Villefranche-sur-Saône. År 2022 hade Moiré 243 invånare.

## Befolkningsutveckling
Antalet invånare i kommunen Moiré
| Referens: INSEE |